# Милош Илић
Милош Н. Илић (Шабац, 1884 — Београд, 1960) био је пилот Краљевине Србије. Припадао је првој групи од шест пилота који су се школовали у Француској 1912. године.

## Биографија
Милош Илић је завршио Војну академију у Београду 1907. године и као потпоручник службовао у пешадијском пуку. Завршио је Блериову пилотски школу у Етампу, у Француској 1912. године и добио диплому пилота ФАИ бр. 1028. Као пилот је учествовао у оба балканска рата и Првом светском рату. Био је на положају командира Аеропланске ескадре (ескадиле). По доласку на Солунски фронт решењем Врховне команде враћен је у пешадију и распоређен у 9. пешадијски пук, са којим је учествовао у пробоју Солунског фронта и ослобођењу земље. По завршетку рата пензионисао се у чину капетана прве класе и настанио на Чукарици. Значајан је и по томе што је основао Спортски клуб Чукарички.